# Tacchi alti
Tacchi alti (하이힐?, Hai hilLR), noto anche con il titolo internazionale Man on High Heels, è un film del 2014 scritto e diretto da Jang Jin. Il film, di genre noir (o più precisamente, polar) ma con parti melò e comiche oltreché d'azione, vede nel ruolo del protagonista Cha Seung-won.

## Trama
Yoon Ji-wook è un detective della omicidi, noto per la sua indiscussa abilità nel catturare i criminali, non disdegnando l'uso metodi violenti. Il suo corpo muscoloso è segnato da numerose cicatrici. È considerato una vera e propria leggenda tra i colleghi delle forze di polizia, ed allo stesso tempo è assai temuto dalla mafia locale per la sua brutalità nel reprimere il crimine. Tuttavia, sotto il suo aspetto freddo e il suo machismo si nasconde un segreto che deve nascondere a chi lo circonda: Ji-wook è nato uomo, ma fin dalla sua adolescenza si sente donna e desidera vivere come una donna. Cerca di sopprimere questo desiderio interiore, ma invano.
Ji-wook finalmente si rende conto che è arrivato il momento in cui non nascondere più chi è veramente: decide di fare il grande passo, si dimette dalla polizia e si prepara a subire l'operazione chirurgica necessaria per cambiare sesso. Tuttavia, prima ancora di avere la possibilità di iniziare il percorso, fatti inaspettati interferiscono con i suoi piani. Le sue dimissioni dal corpo di polizia lo rendono più vulnerabile agli occhi della mafia locale, ed in particolare una banda che è stata particolarmente colpita dagli arresti di Ji-wook è decisa a vendicarsi di lui.
Le persone vicine all'ex poliziotto vengono risucchiate nella spirale di vendetta al centro della quale si trova Ji-wook. Dopo che alcune di queste persone vengono uccise e una ragazza a cui è legato, Jang-mi, si trova in pericolo, si rende conto che non può più stare a guardare ed è costretto a tornare all'azione.

## Produzione
Il regista del film, Jang Jin, è al suo undicesimo film in carriera. Per il ruolo del protagonista ha scelto Cha Seung-won, attore con cui aveva già collaborato in passato in altri due film: Baksu-chiltae deonara nel 2004 e Adeul nel 2007.

## Distribuzione
Il film è stato distribuito nelle sale sudcoreane il 4 giugno 2014. In lingua italiana ha fatto parte, sottotitolato, del catalogo di Netflix.

## Accoglienza

### Incassi
Nonostante il richiamo dei nomi di Jang Jin e Cha Seung-won, assai noti in patria, il film ebbe un'accoglienza di pubblico e di critica al di sotto delle attese: poco più di 272 000 spettatori nella prima settimana (con poco più di due milioni di dollari di incasso), saliti a 338 000 nelle due settimane successive.

## Riconoscimenti
Il film ha vinto il Grand Prix al Festival international du film policier de Beaune del 2016.